# Демченко Валерій Леонідович
Демченко Валерій Леонідович нар.20 січня 1983 — кандидат фізико-математичних наук, доктор хімічних наук, старший дослідник, провідний науковий співробітник відділу зварювання пластмас Інституту електрозварювання ім. Є.О. Патона, лауреат Премії Президента України для молодих вчених (2015 р.), лауреат Державної премії України в галузі науки і техніки (2019 р.)

## Біографія
Валерій Леонідович Демченко народився 20 січня 1983 року в с. Горбовому, Ємільчинського району Житомирської області. Закінчивши Ємільчинську ЗОШ № 1, вступив до Житомирського обласного педагогічного ліцею. З 2001 по 2006 рік навчався на фізико-математичному факультеті Національного педагогічного університету імені М. П. Драгоманова. Після закінчення університету навчався в аспірантурі Інституту хімії високомолекулярних сполук НАН України, де і працював старшим науковим співробітником з 2015 до 2023 р.. В 2009 році захистив дисертацію «Вплив магнітного і електричного полів на структуру та властивості систем на основі епоксидного полімеру, оксидів металів і поліаніліну» та 2010 року йому присуджено науковий ступінь канд. фіз.-мат. наук за спеціальністю 01.04.19 — фізика полімерів. 2020 року отримав вчене звання старшого дослідника. В 2021 році присуджено науковий ступінь доктора хімічних наук за спеціальністю 02.00.06 — хімія високомолекулярних сполук. (Назва дисертації «Нанокомпозити на основі поліелектролітних комплексів полісахаридів і наночастинок міді та срібла»). З грудня 2023 року працює на посаді провідного наукового співробітника відділу зварювання пластмас Інституту електрозварювання ім. Є.О. Патона

## Науковий робота
Основний напрям В. Л. Демченка — розробка сучасного підходу до формування нанокомпозитів на основі поліелектролітних комплексів і металічних наночастинок, які можна використовувати у медицині, біології та фармакології
З 2020 року спільно з науковцями з Інституту електрозварювання ім. Євгена Патона НАН України та Інституту мікробіології і вірусології імені Д. К. Заболотного НАН України займається розробкою полімерних матеріалів з антибактеріальною дією, підтриманого Національним фондом досліджень України («Розробка нанокомпозитних полімерних біоматеріалів з ефективною противірусною та антимікробною дією і технології 3D друку з них» (2021-2022 р.), "Розробка антимікробних пакувальних біополімерних матеріалів і технології їх зварювання для довготривалого зберігання харчових продуктів" (2023-2024 р.) керівник Юрженко Максим Володимирович), "Розробка біополімерних нанокомпозитних матеріалів для стимуляції регенерації живих тканин і загоєння ран" (2024-2026) (Керівник проєкту Валерій Демченко).

## Премії, відзнаки, стипендії
- 2012-2014 р.р. - Стипендіат Президента України
- 2015 р. — Лауреат премії Президента України для молодих вчених за роботу «Новий метод створення епоксидних композитів з покращеними фізико-механічними характеристиками під дією постійних фізичних полів»[6]
- 2016 р. - Лауреат премії Київського міського голови за особливі досягнення молоді у розбудові столиці України – міста-героя Києва в номінації за наукові досягнення.
- 2016 р. - Лауреат премії Кабінету Міністрів України за особливі досягнення молоді у розбудові України
- 2017 р.  - Лауреат премії Верховної Ради України найталановитішим молодим ученим в галузі фундаментальних і прикладних досліджень «Розробка функціональних полімерних нанокомпозитів новітніми методами»[7]
- 2018 р. - Лауреат Премії Національної академії наук України для молодих вчених.
- 2020 р.  - Лауреат Державної премія України в галузі науки і техніки за роботу «Створення полімерних матеріалів та конструкцій з них під дією фізичних полів» [Архівовано 5 жовтня 2021 у Wayback Machine.][8],[9]
- 2021 р. - Відзнака НАН України для молодих вчених „Талант, натхнення, праця“.
- 2021, 2022 р.р.  - «Молодий вчений року» в номінаціях «фізика та астрономія» та «хімія»[10]
- 2022 р. - Переможець конкурсного відбору молодих вчених НАН України для виступів на засіданнях Президії НАН України з науковими повідомленнями та надання цільового фінансування для підтримки їхніх наукових досліджень. Матеріали та адитивні технології виготовлення полімерних виробів біомедичного призначення
- 2023 р. - Стипендіат Іменної стипендії Верховної Ради України для молодих учених – докторів наук (2023). Наукова (науково-технічна) робота: "Розробка технології 3D друку виробів з противірусною та антимікробною дією".
- 2023 р. - Переможець конкурсу "«Найкращий молодий вчений академії» в номінації „Нанотехнології“"
- 2024 р. - Грамотa Президії НАН України та Ради молодих вчених НАН України "За активну участь та вагомі досягнення у науковій діяльності"

## Вибрані наукові публікації
В. Л. Демченко є автором і співавтором понад 180 наукових праць та 22 патентів. (Профіль в Scopus, Профіль в Google Scholar [Архівовано 5 жовтня 2021 у Wayback Machine.], Пошуковий профіль науковця на порталі НБУВ)

### Статті
- 1. Demchenko V., Riabov S., Rybalchenko N., Kobylinskyi S., Shtompel' V. X-ray study of structural formation, thermomechanical and antimicrobial properties of copper-containing polymer nanocomposites obtained by the thermal reduction method European Polymer Journal, 2017, 96, стр. 326—336 https://doi.org/10.1016/j.eurpolymj.2017.08.057
- 2. Demchenko, V., Shtompel', V., Riabov S. Nanocomposites based on interpolyelectrolyte complex and Cu/Cu2O core-shell nanoparticles: Structure, thermomechanical and electric properties European Polymer Journal, 2016, 75, стр. 310—316 https://doi.org/10.1016/j.eurpolymj.2016.01.004
- 3. L. Orel, L. Kobrina, S. Sinelnikov, V. Boiko, V. Demchenko, S. Riabov // β-cyclodextrin-containing pseudorotaxanes as building blocks for cross-linked polymers // Journal of Inclusion Phenomena and Macrocyclic Chemistry — 2018, — № 9, — P. 1-8. https://doi.org/10.1007/s10847-018-0838-5
- 4. Demchenko V., Riabov S., Sinelnikov S., Radchenko O., Kobylinskyi S., Rybalchenko N. Novel approach to synthesis of silver nanoparticles in interpolyelectrolyte complexes based on pectin, chitosan, starch and their derivatives. Carbohydrate Polymers 2020, P. 1 — 13. https://10.1016/j.carbpol.2020.116431
- 5. Demchenko V., Riabov S., Kobylinskyi S., Goncharenko L., Rybalchenko N., Kruk A., Moskalenko O., Shut M. Effect of the type of reducing agents of silver ions in interpolyelectrolyte-metal complexes on the structure, morphology and properties of silver-containing nanocomposites. Scientific Reports 2020, Vol. 10. P. 1–9. https://doi.org/10.1038/s41598-020-64079-0.
- 6. Kovalchuk, M., Iurzhenko, M., Demchenko, V., Senchenkov, I. The investigation of the welding process of different-type polyethylenes [Архівовано 9 вересня 2021 у Wayback Machine.] // Lecture Notes in Mechanical Engineering, 2019, стр. 225—233
- 7. Kolisnyk, R., Korab, M., Iurzhenko, M., Pruvost, S., Demchenko, V.Conductive polymer nanocomposites for novel heating elements [Архівовано 9 вересня 2021 у Wayback Machine.] // Lecture Notes in Mechanical Engineering, 2019, стр. 215—224
- 8. Demchenko, V.L., Shtompel, V.I., Riabov, S.V. et al. Preparation and characterization of Cu/Cu2O-containing nanocomposites based on interpolyelectrolyte complexes of pectin–polyethyleneimine. Appl Nanosci 10, 5479–5488 (2020). https://doi.org/10.1007/s13204-020-01395-x

### Патенти
- 1. Демченко В. Л.; Гончаренко Л. А., Рибальченко Н. П., Кобилінський С. М., Рябов С. В. МЕТАЛОНАПОВНЕНИЙ ПОЛІМЕРНИЙ НАНОКОМПОЗИТ З АНТИБАКТЕРІАЛЬНИМИ ВЛАСТИВОСТЯМИ Патент № 148796, Опубл. 22.09.2021, бюл. № 38
- 2. Демченко В. Л.; Рибальченко Н. П., Гончаренко Л. А., Радченко О. А., Рябов С. В. БІОСУМІСНИЙ МЕТАЛОНАПОВНЕНИЙ ПОЛІМЕРНИЙ НАНОКОМПОЗИТ З АНТИБАКТЕРІАЛЬНИМИ ВЛАСТИВОСТЯМИ Патент № 148687 Опубл. 08.09.2021, бюл. № 36
- 3. Кобилінський С. М.; Гончаренко Л. А.; Демченко В. Л.; Рябов С. В. СПОСІБ ОТРИМАННЯ МЕТАЛОНАПОВНЕНОГО ПОЛІМЕРНОГО НАНОКОМПОЗИТУ Патент № 133149 Опубл. 25.03.2019, бюл. № 6
- 4. Демченко В. Л.; Гончаренко Л. А., Штомпель В. І., Рябов С. В. СПОСІБ ОДЕРЖАННЯ МЕТАЛОНАПОВНЕНИХ ПОЛІМЕРНИХ НАНОКОМПОЗИТІВ Патент № 114386 Опубл. 25.05.2017, бюл. № 10
- 5. Демченко В. Л.; Рибальченко Н. П., Гончаренко Л. А., Юрженко М. В., Кобилінський С. М., Масючок О. П. БІОДЕГРАДАБЕЛЬНИЙ МЕТАЛОНАПОВНЕНИЙ ПОЛІМЕРНИЙ НАНОКОМПОЗИТ З АНТИБАКТЕРІАЛЬНИМИ ВЛАСТИВОСТЯМИ Патент на винахід № 124127, Опубл. 21.07.2021, бюл. № 29
- 6. Демченко В. Л.; Юрженко М. В., Кобилінський С. М., Гончаренко Л. А. БАКТЕРИЦИДНИЙ СРІБЛОНАПОВНЕНИЙ ПОЛІМЕРНИЙ НАНОКОМПОЗИТ Патент на винахід № 124126, Опубл. 21.07.2021, бюл. № 29